# ジェンドゥーバ
ジェンドゥーバ(アラビア語：جندوبة)はチュニジア北西部のジェンドゥーバ県の県都。
ベルベル語で「小麦の市場」を意味する。
1966年4月30日までは「スーク・エル・アルバ」と呼ばれていた。
ケフ (チュニジア)やタバルカ、アインドラハム、ベジャと繋がる交通の要所である。
経済の中心は農業である。
古代ローマ都市のブラレジアやシャムトウに近い。
2014年の人口は約11.3万人。

## 歴史
1934年4月9日、ジェンドゥーバ市が設置された。

## 著名人
- サラー・メジュリ(صالح الماجري)(1986年～)：バスケットボール選手。リーガACB→レアル・マドリード・バロンセスト→ダラス・マーベリックス

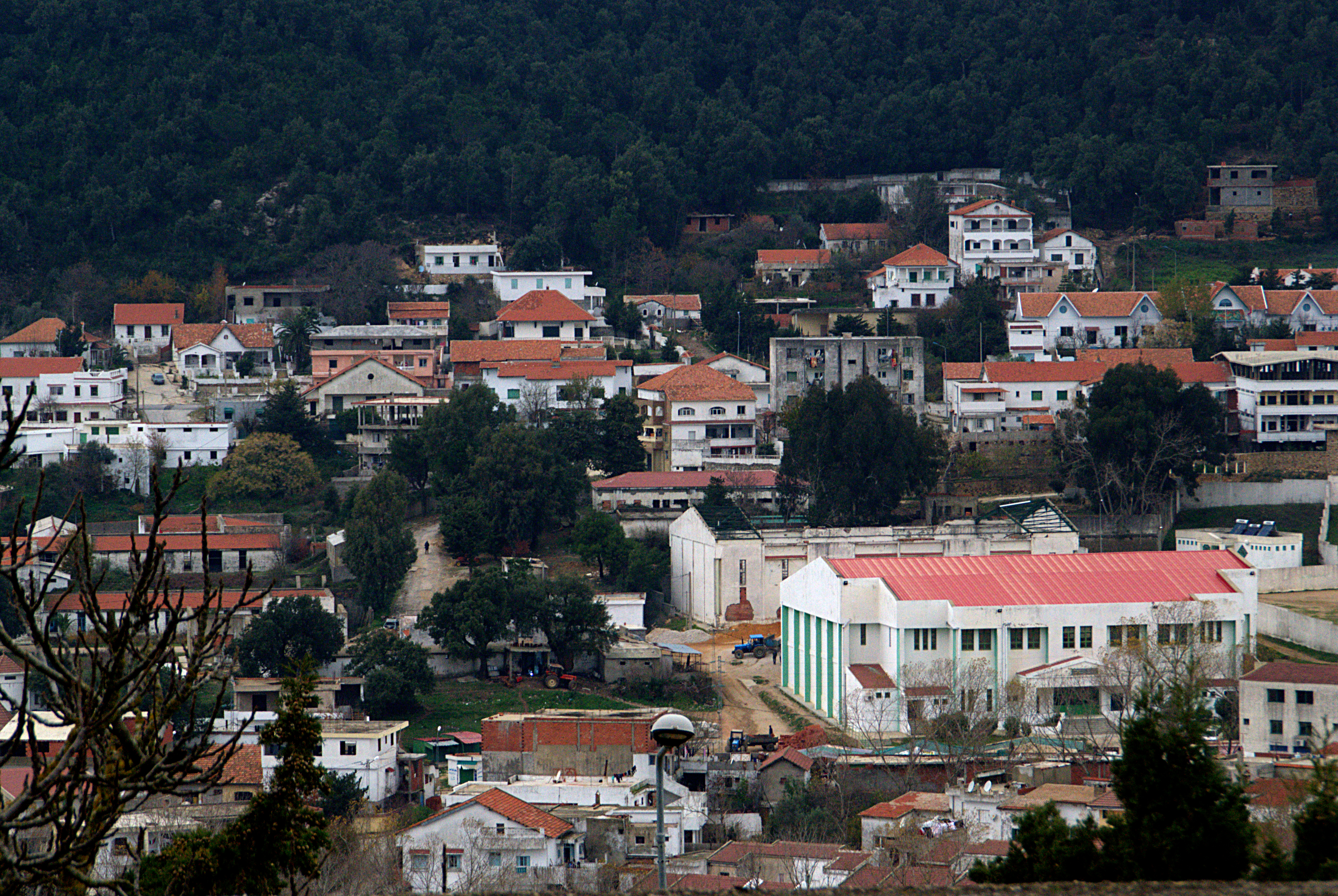

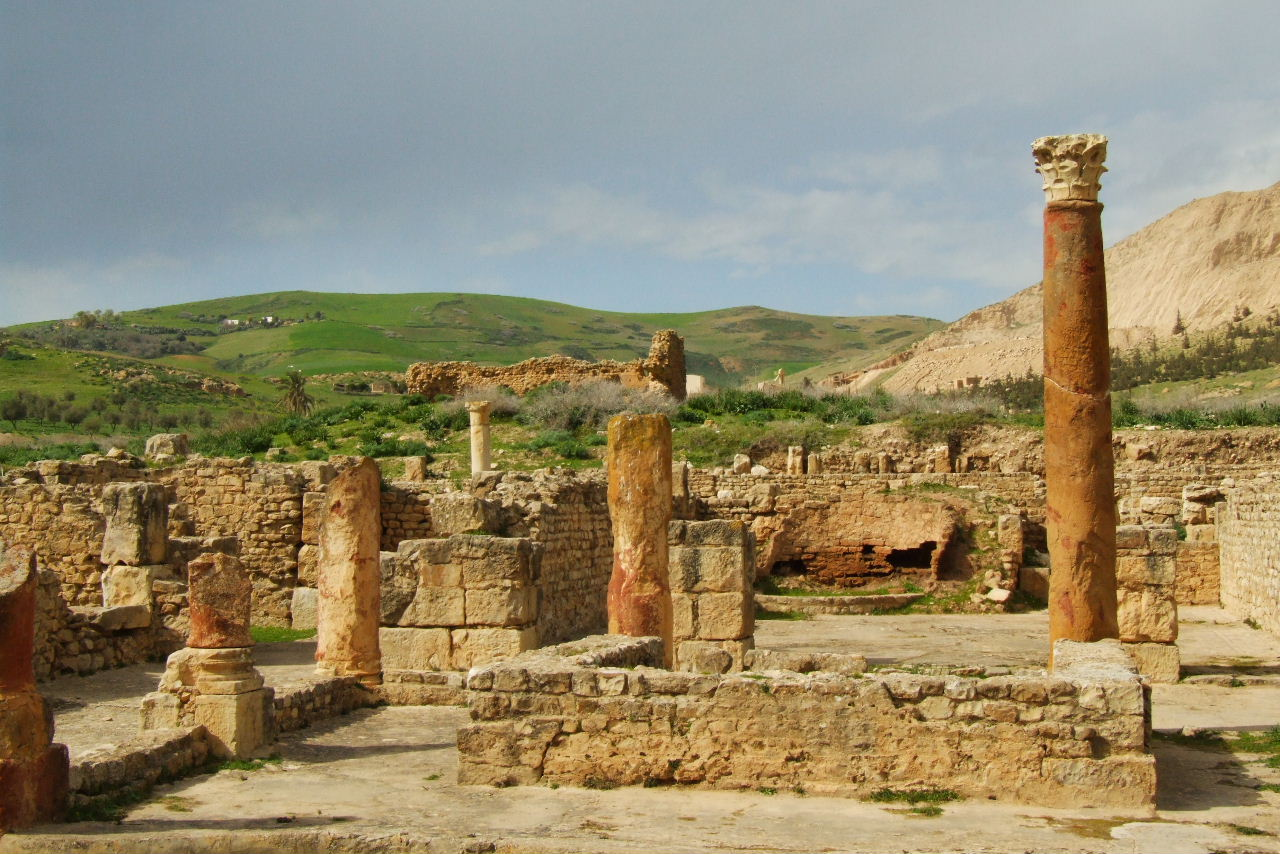

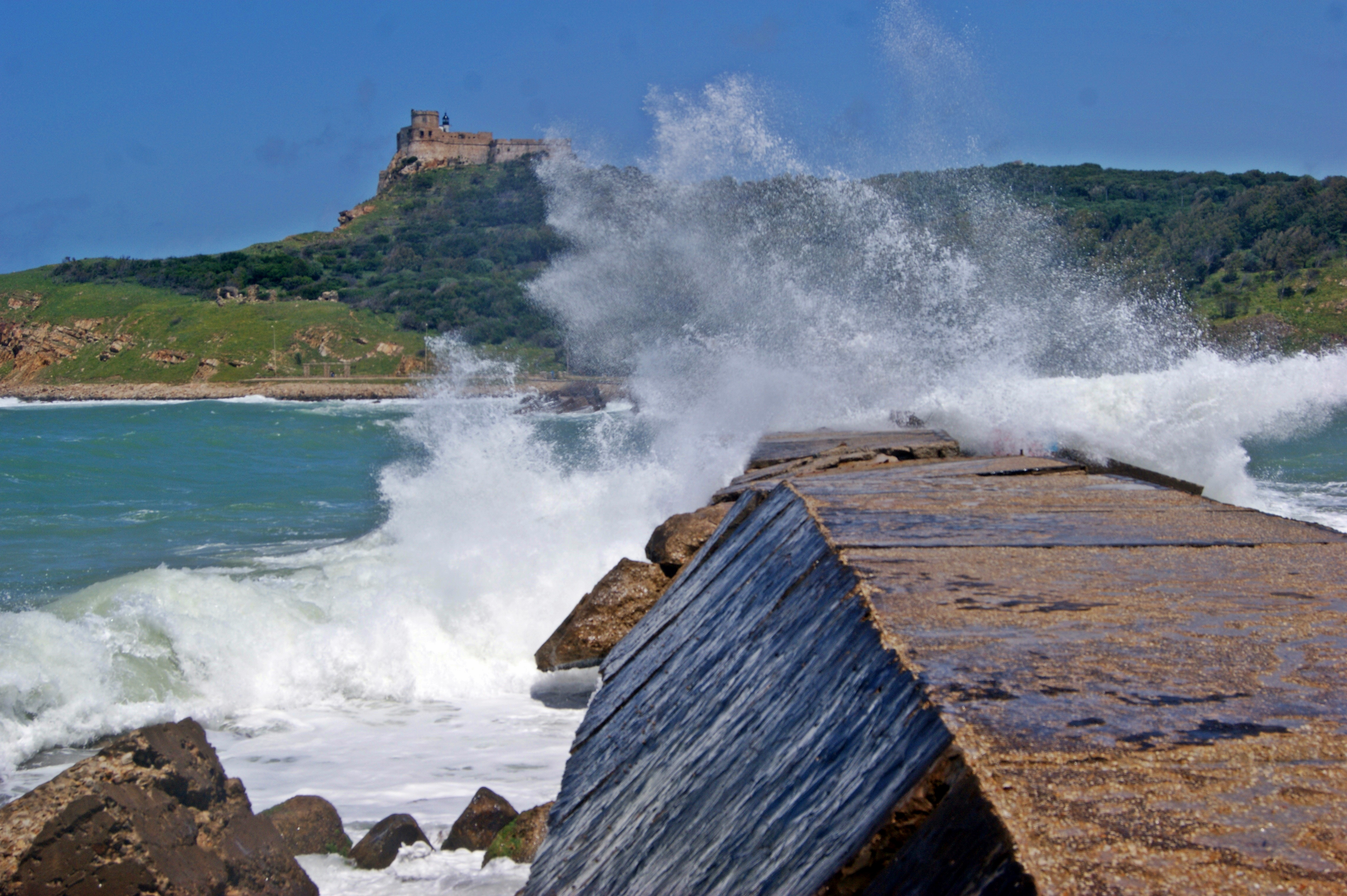

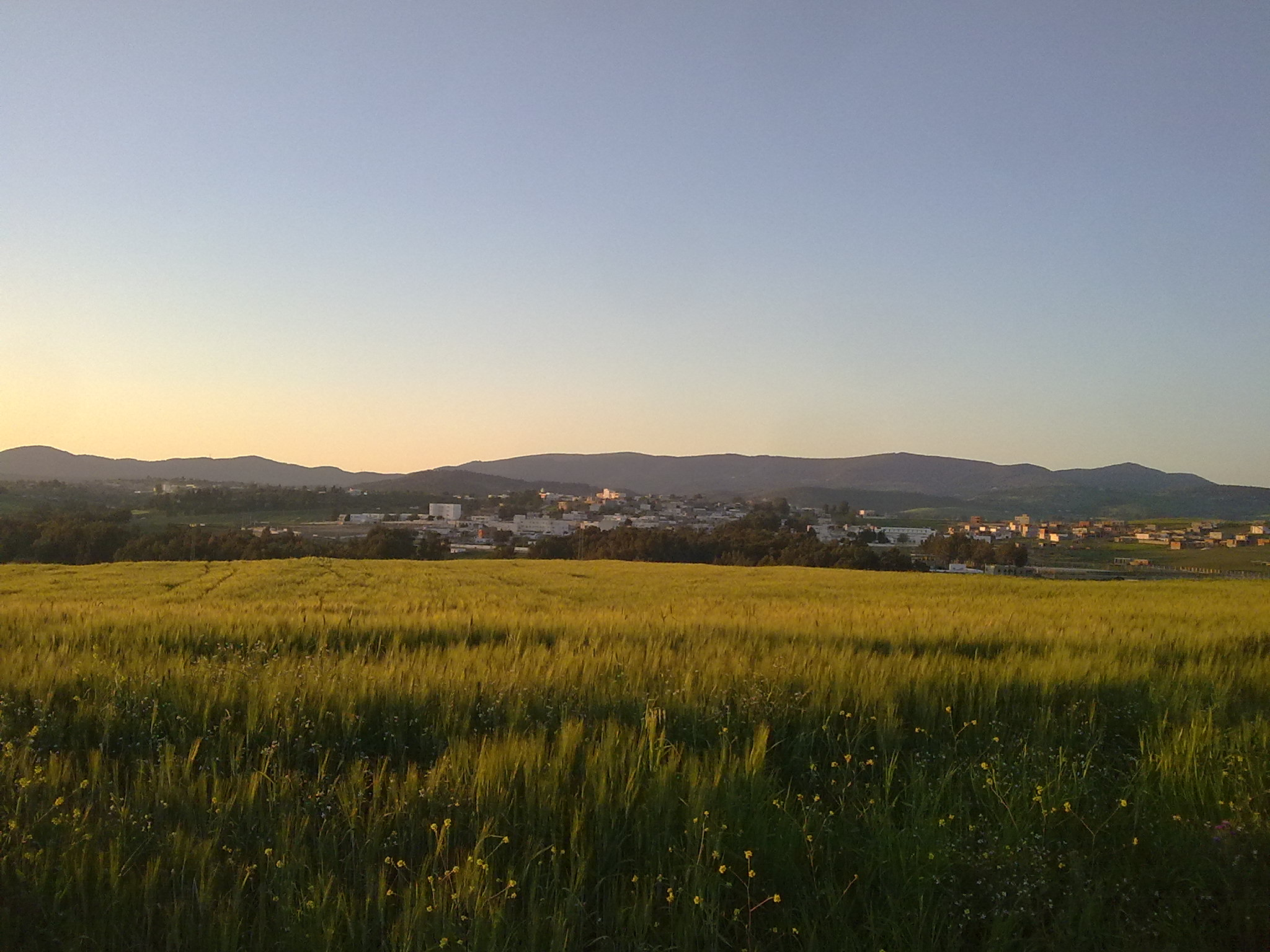

座標: 北緯36度30分 東経8度47分 / 北緯36.500度 東経8.783度